# Solingen Hauptbahnhof (bis 2006)

Die Bahnstation Solingen Hauptbahnhof (amtlich Solingen Hbf) südlich der Innenstadt von Solingen bestand von 1890 bis 2006. Der Bahnhof wurde 1890 unter dem Namen Solingen Süd eröffnet und 1913 in Solingen Hbf umbenannt. Das denkmalgeschützte Empfangsgebäude stammt im Kern aus der Zeit um 1910 und wurde zwischen 1953 und 1956 mit einer repräsentativen verglasten Empfangshalle erweitert. Der Bahnhof wurde im Jahr 2006 geschlossen. Den Namen Solingen Hbf trägt seit Dezember 2006 der Bahnhof in Solingen-Ohligs.
Nach der Schließung wurde das Bahnhofsgelände durch die Stadt als Südpark umgestaltet. Im ehemaligen Empfangsgebäude befindet sich seit 2006 unter anderem das Forum Produktdesign Solingen, ein Institut der Bergischen Universität Wuppertal.

## Lage und Beschreibung

### Lage und Umgebung
Der Bahnhof befand sich am Südrand des Stadtbezirks Solingen-Mitte südlich der Innenstadt im Bereich des heutigen Südparks. Er liegt östlich der Kölner / Grünewalder Straße, Teil der Bundesstraße 229, und ist über die Bahnhofstraße zugänglich. Dort befindet sich auch ein großzügig gestalteter, gepflasterter Vorplatz mit Stellplätzen für PKW. Gegenüber dem Empfangsgebäude, verbunden über die gepflasterte Bahnhofstraße, befindet sich das 1921 vom Unternehmen Kieserling & Albrecht errichtete Verwaltungsgebäude, das 2023 als Baudenkmal eingetragen wurde.
Durch den ehemaligen Bahnhof verläuft nach wie vor die Bahnstrecke Solingen–Remscheid. Unweit westlich liegt heute der Haltepunkt Solingen Grünewald, östlich der Bahnhof Solingen Mitte.
Der ehemalige Bahnhof bildet heute den Startpunkt des rund 15 Kilometer langen Radwanderwegs Korkenziehertrasse sowie des kleinen innerstädtischen Industrierundgangs Made in Solingen.
Südlich der Bahnstrecke befindet sich das J. A. Henckels Zwillingswerk. Im Nordwesten befindet sich die Lutherkirche.

### Architektur und Denkmalschutz

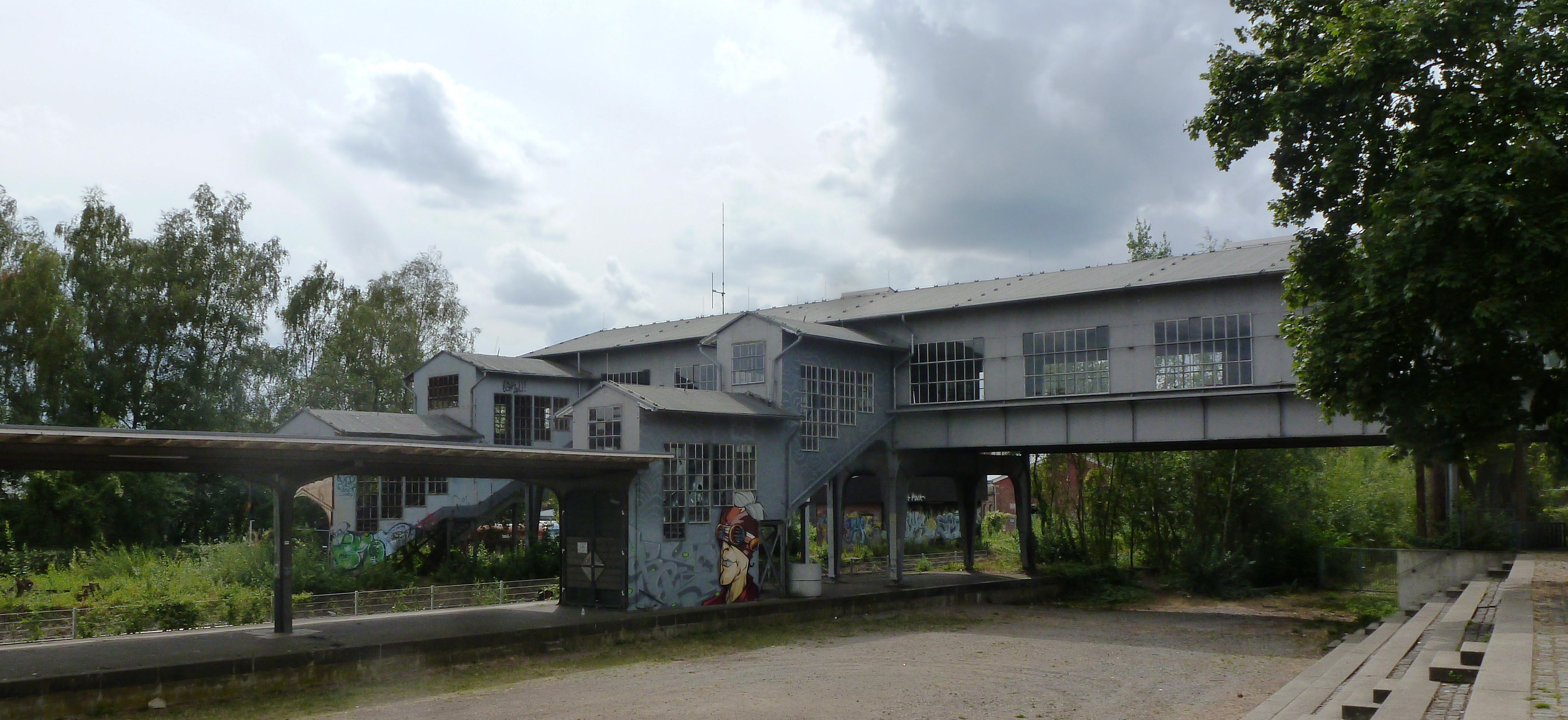
Bahnsteigbrücke

Das Empfangsgebäude befindet sich in einer leichten Hanglage auf der Nordseite der Gleise. Es besteht im Kern aus den im Zweiten Weltkrieg zerstörten Resten des 1908/10 errichten Wartesaalgebäudes. Dabei handelt es sich um einen dreigeschossigen Putzbau, dessen ursprüngliches Mansarddach beim Wiederaufbau 1953/56 durch ein Flachdach ersetzt wurde. Die Empfangshalle mit überkragendem Flachdach wurde 1953/56 in zeittypischer Glasarchitektur nach Plänen des Architekten Willmann von der Bundesbahndirektion Wuppertal errichtet.
Eine bautechnische Besonderheit stellt die auf der Rückseite gelegene, geschlossene Bahnsteigbrücke dar, die über die Bahngleise zu den Bahnsteigen führt. Bei der 1908/10 errichteten Brücke handelt es sich um eine genietete Stahlkonstruktion mit großflächigen Metallsprossenfenstern. Sie gilt im Rheinland als die letzte erhaltene Bahnhofsüberführung der Vorkriegszeit.
Im April 1993 wurde das Bahnhofsgebäude in die Denkmalliste der Stadt Solingen eingetragen. Zum Umfang der denkmalgeschützten Baububstanz gehört das Bahnhofsgebäude inkl. Empfangshalle, die historische Bahnsteigbrücke auf der Rückseite sowie das zum Bahnhof gehörende Stellwerk Solingen West (um 1910). Das in anspruchsloser Architektur gestaltete Gebäude der ehemaligen Expressgutabfertigung steht nicht unter Denkmalschutz. Es beherbergt heute eine Spielhalle.

## Geschichte

### Vorgeschichte
Die Stadt Solingen bemühte sich bereits in der ersten Hälfte des 19. Jahrhunderts um einen Anschluss an das Eisenbahnnetz, was sich jedoch u. a. aufgrund der anspruchsvollen Topografie nicht realisieren ließ. Auch als in den 1860er Jahren die Bergisch-Märkische Eisenbahn-Gesellschaft (BME) die Bahnstrecke Gruiten–Köln-Deutz baute, wurde eine Trassenführung weit abseits des damaligen Solinger Stadtgebiets durch das Gebiet der Städte Merscheid und Höhscheid gewählt, doch die Stadt Solingen erlangte einen Teilerfolg in den Verhandlungen mit der BME und bekam eine Stichstrecke vom geplanten Bahnhof bei Ohligs (dem heutigen Hauptbahnhof) und einem geplanten Bahnhof Weyersberg im Westen der Solinger Altstadt zugesprochen, die 1867 eröffnet wurde.:52
So groß die Freude über den neuen Bahnhof am Weyersberg anfänglich auch war, so schnell kam in Solingen die Ernüchterung. Der Bahnhof lag abgelegen von der Altstadt in einer Talsohle und war nur über abschüssige Straßen zu erreichen, was den Warentransport von und zum Bahnhof nicht nur im Winter gefährlich machte.

### Eröffnung als Bahnhof Solingen Süd

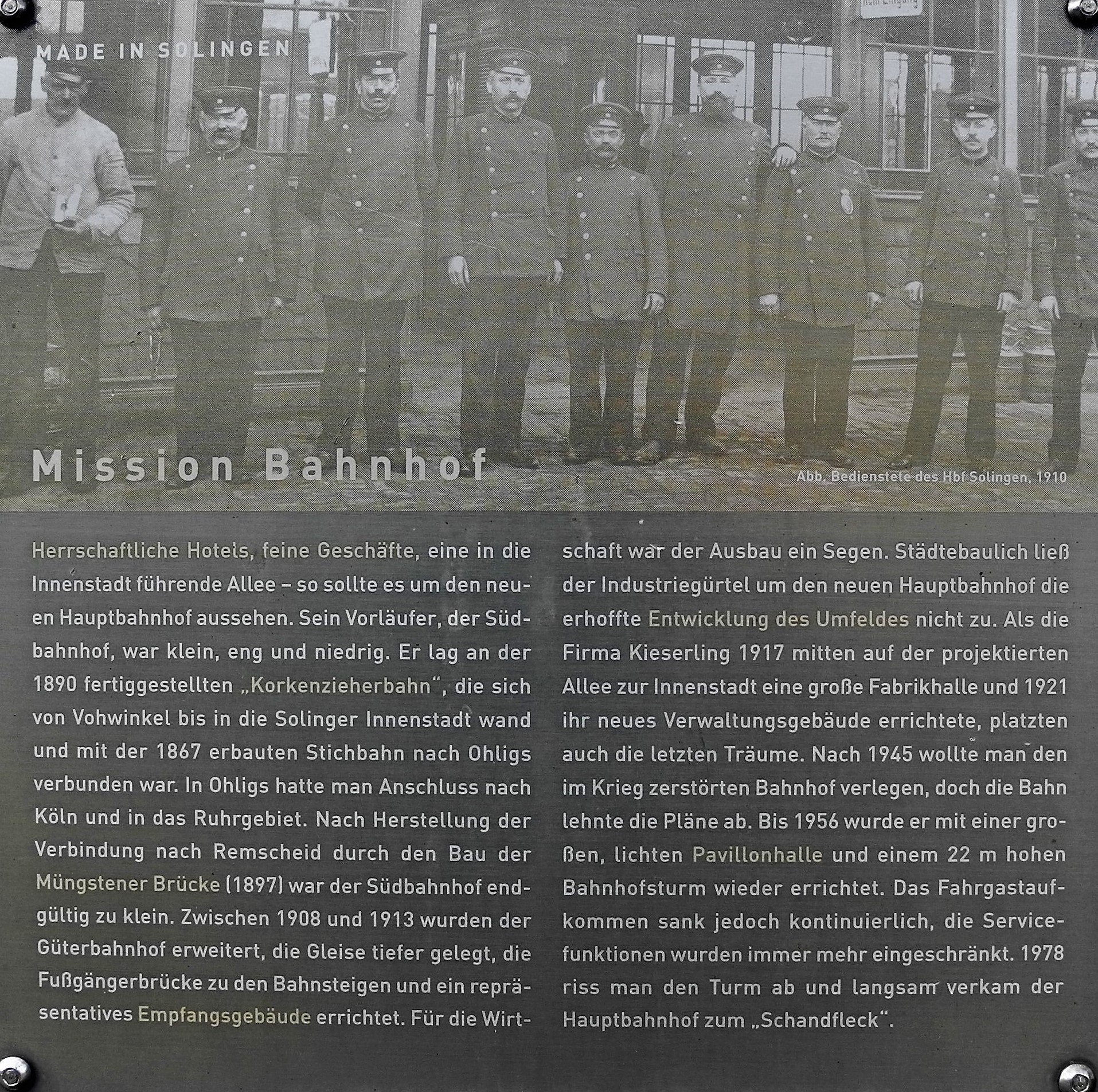
Informationstafel zum alten Hauptbahnhof des Rundgangs Made in Solingen

Im Jahr 1890 wurde die Bahnstrecke Solingen–Wuppertal-Vohwinkel (auch Korkenzieherbahn) fertiggestellt, die von der Stichstrecke Ohligs–Weyersberg abzweigend erst südlich und dann östlich um die Altstadt herumführte und weiter über Wald nach Vohwinkel verlief. Im Verlauf dieser Strecke wurde der Bahnhof Solingen Süd erbaut, der deutlich näher an der Altstadt lag als der Bahnhof Weyersberg und deutlich günstiger zu erreichen war. Durch die Strecke wurde der Verkehrsanschluss der Stadt Solingen vor allem in Richtung Ruhrgebiet verbessert. 
Der Bahnhof wurde als zusammenhängender Komplex aus Wartehalle und Güterschuppen in Fachwerkbauweise errichtet. Seine Gestaltung war etwas repräsentativer als die des Nordbahnhofes, bei beiden stand jedoch die Funktionalität im Vordergrund.

### Umbenennung in Solingen Hauptbahnhof
Mit Eröffnung der Bahnstrecke Remscheid–Solingen über die Müngstener Brücke in den Jahren 1896/97 stieg die Verkehrsbedeutung des Bahnhofs, an dem nun auch die Züge der neuen Strecke hielten. Bereits 1898 beauftragte die Stadt Solingen den Regierungsbaumeister G. Küchler zur Ausarbeitung von Plänen, die Bahntrasse so weit nach Norden zu verlegen, damit die Kölner Straße mithilfe einer Brücke über die Bahnstrecke geführt werden konnte. Mit steigendem Verkehrsaufkommen ab dem Jahre 1900 wuchs der Druck in der Bevölkerung, den Bahnhof umzubauen und zu erweitern. So wurde das von Küchler geplante Bauprojekt zwischen 1908 und 1910 realisiert. Dabei wurde das alte Bahnhofsgebäude abgerissen und ein neues repräsentatives Empfangsgebäude errichtet. Der Zugang zu den Gleisen erfolgte fortan über eine geschlossene stählerne Bahnsteigbrücke. Der Güterverkehr wurde über Güterhallen im Osten abgefertigt. Im Jahr 1913 erhielt der Bahnhof aufgrund seiner gewachsenen Bedeutung für die Stadt den Namen Solingen Hauptbahnhof.

Seit der Stilllegung des Personenverkehrs auf der Korkenzieherbahn 1942 diente der Bahnhof nur noch dem Verkehr auf der Strecke von Ohligs über Remscheid nach Wuppertal. Während des Zweiten Weltkriegs war der Bahnhof bei dem verheerenden Luftangriff auf Solingen am 4. November 1944 eines der Hauptziele der alliierten Bomber. Von den rund 500 Toten an diesem Tag wurden viele am damaligen Hauptbahnhof geborgen.:20 Das Empfangsgebäude wurde bei dem Luftangriff größtenteils zerstört, der Zugverkehr in der Folge zunächst eingestellt.

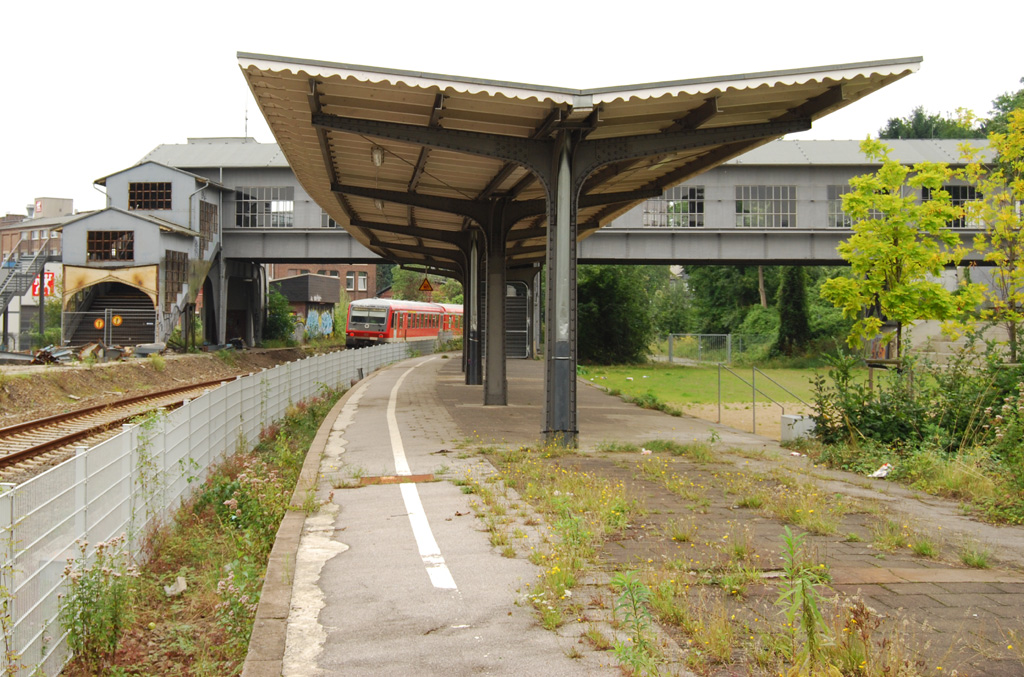
Ehemaliger Hauptbahnhof, Gleise und Bahnsteige.

 Zu Beginn der 1950er Jahre wurde der Wiederaufbau des Bahnhofsgebäudes geplant. Unter Einbeziehung der erhaltenen Bausubstanz wurde ab 1953 das Wartesaalgebäude wiederhergestellt, das um eine moderne Empfangshalle in Glasarchitektur erweitert wurde. Das Gebäude erhielt zudem einen 22 Meter hohen Uhrenturm. Alle Bauarbeiten wurden 1956 abgeschlossen. Aufgrund von Baumängeln musste der Uhrenturm 1978 wieder abgerissen werden. Der Bahnhof schien durch die Deutsche Bundesbahn dem baulichen Verfall preisgegeben zu sein. Das Fahrgastaufkommen sank kontinuierlich, der Service der Bundesbahn wurde vor Ort abgebaut. Die bei weitem größere Verkehrsbedeutung für die Großstadt Solingen hatte seit der Städtevereinigung 1929 der Bahnhof in Solingen-Ohligs. Anfang der 1990er Jahre war der Hauptbahnhof in einem desolaten Bauzustand und er wurde in der Bevölkerung als „Schandfleck“ wahrgenommen.
1991 wurde in einem Gutachten jedoch der Denkmalwert des Gebäudeensembles festgestellt. Der Eintrag in die Solinger Denkmalliste erfolgte unter der laufenden Nummer 929 am 21. April 1993.

### Stilllegung
Noch bis 1995 wurde der Streckenabschnitt der Korkenzieherbahn bis zum Bahnhof Solingen-Wald im Güterverkehr genutzt, danach wurden nur noch Anschließer im Bereich des Hauptbahnhofs angefahren.
Im Jahre 1996 entschied sich der Solinger Stadtrat dafür, dass der alte Hauptbahnhof stillgelegt werden sollte. Dies geschah im Rahmen der Modernisierung der Bahnstrecke Remscheid–Solingen sowie der Regionale 2006 und ging mit der Errichtung zweier Stationen in unmittelbarer Nachbarschaft einher, die die Verkehrsbeziehungen deutlich verbessern sollten. Mit der Eröffnung des Haltepunkts Solingen Grünewald westlich des Hauptbahnhofs am 6. Mai 2006 wurde der Hauptbahnhof geschlossen und als Betriebsstelle aufgelassen. Züge hielten nur noch am neuen benachbarten Haltepunkt. Neben Miltenberg (Bayern) und Velbert liegt hier der seltene Fall vor, dass eine Hauptbahnhof genannte Station außer Betrieb ging. Mit dem Fahrplanwechsel am 10. Dezember 2006 wurde die zweite neue Station in der Stadt, der Bahnhof Solingen Mitte, östlich des ehemaligen Hauptbahnhofs, eröffnet. Der Bahnhof in Solingen-Ohligs wurde zeitgleich in Solingen Hauptbahnhof umbenannt.

## Südpark und Forum Produktdesign

### Nachnutzung
Im Rahmen der Regionale 2006 wurde das Bahnhofsgebäude saniert und das Umfeld als Südpark umgestaltet. Das ehemalige Bahnhofsgebäude wurde zum Forum Produktdesign umgewandelt. Die Empfangshalle wird von der Stadt für Wechselausstellungen genutzt, dort wurde auch ein Shop für Solinger Schneidwaren eingerichtet.
Im ehemaligen Wartesaal wurde ein Gastronomiebetrieb eingerichtet. Im Kopfbau der ehemaligen Güterhallen wurde das Museum Plagiarius eingerichtet, ein Museum für Produktpiraterie. In den übrigen Hallen wurden Künstlerateliers angesiedelt.
Die Ausstellungen in Solingen-Mitte sollen sich in das Konzept der Route der Industriekultur einfügen.
Ende Februar 2022 schloss das im Bahnhofsgebäude befindliche Restaurant infolge der Corona-Pandemie sowie aufgrund baulicher Mängel am Gebäude. Die Schließung löste eine Debatte über die Zukunft des im Eigentum der Stadt Solingen befindlichen Bahnhofsgebäudes aus.

### Uni-Institut für Produkt-Innovationen
Das umgebaute Bahnhofsgebäude beherbergt seit 2003/06 das Forum Produktdesign. Im Gebäude sind unter anderem die Büro- und Lehrräume des Instituts für Produkt-Innovationen (IPI) untergebracht, das als sogenanntes In-Institut zur Fakultät für Maschinenbau und Sicherheitstechnik zur Bergischen Universität Wuppertal gehört.
Das Uni-Institut hat inzwischen als organisatorischen Kern den 2014 eingerichteten Lehrstuhl für Neue Fertigungstechnologien und Werkstoffe.